# Saint-Pardoux-le-Lac
Pour les articles homonymes, voir Saint-Pardoux.
Saint-Pardoux-le-Lac est une commune nouvelle française résultant de la fusion — au 1er janvier 2019 — des communes de Roussac, Saint-Pardoux et Saint-Symphorien-sur-Couze, située dans le département de la Haute-Vienne, en région Nouvelle-Aquitaine.

## Géographie

### Communes limitrophes
| Balledent, Rancon       | Châteauponsac        | Bessines-sur-Gartempe |
| Saint-Junien-les-Combes | Saint-Pardoux-le-Lac | Razès                 |
| Berneuil, Nantiat       | Le Buis, Thouron     | Compreignac           |

### Climat
Pour des articles plus généraux, voir Climat de la Nouvelle-Aquitaine et Climat de la Haute-Vienne.
Historiquement, la commune est exposée à un climat océanique limousin.  
En 2020, Météo-France publie une typologie des climats de la France métropolitaine dans laquelle la commune est exposée à un climat océanique altéré et est dans la région climatique Ouest et nord-ouest du Massif Central, caractérisée par une pluviométrie annuelle de 900 à 1 500 mm, maximale en automne et en hiver.
Pour la période 1971-2000, la température annuelle moyenne est de 10,7 °C, avec une amplitude thermique annuelle de 14,6 °C. Le cumul annuel moyen de précipitations est de 940 mm, avec 13,3 jours de précipitations en janvier et 7,5 jours en juillet. Pour la période 1991-2020, la température moyenne annuelle observée sur la station météorologique la plus proche, située sur la commune de Nantiat à 7,78 km à vol d'oiseau, est de 12,0 °C et le cumul annuel moyen de précipitations est de 1 099,6 mm,. Pour l'avenir, les paramètres climatiques de la commune estimés pour 2050 selon différents scénarios d’émission de gaz à effet de serre sont consultables sur un site dédié publié par Météo-France en novembre 2022.

## Urbanisme

### Typologie
Au 1er janvier 2024, Saint-Pardoux-le-Lac est catégorisée commune rurale à habitat très dispersé, selon la nouvelle grille communale de densité à sept niveaux définie par l'Insee en 2022.
Elle est située hors unité urbaine. Par ailleurs la commune fait partie de l'aire d'attraction de Limoges, dont elle est une commune de la couronne,. Cette aire, qui regroupe 127 communes, est catégorisée dans les aires de 200 000 à moins de 700 000 habitants,.

### Risques majeurs
Le territoire de la commune de Saint-Pardoux-le-Lac est vulnérable à différents aléas naturels : météorologiques (tempête, orage, neige, grand froid, canicule ou sécheresse) et séisme (sismicité faible). Il est également exposé à un risque technologique, la rupture d'un barrage, et à un risque particulier : le risque de radon. Un site publié par le BRGM permet d'évaluer simplement et rapidement les risques d'un bien localisé soit par son adresse soit par le numéro de sa parcelle.

#### Risques naturels

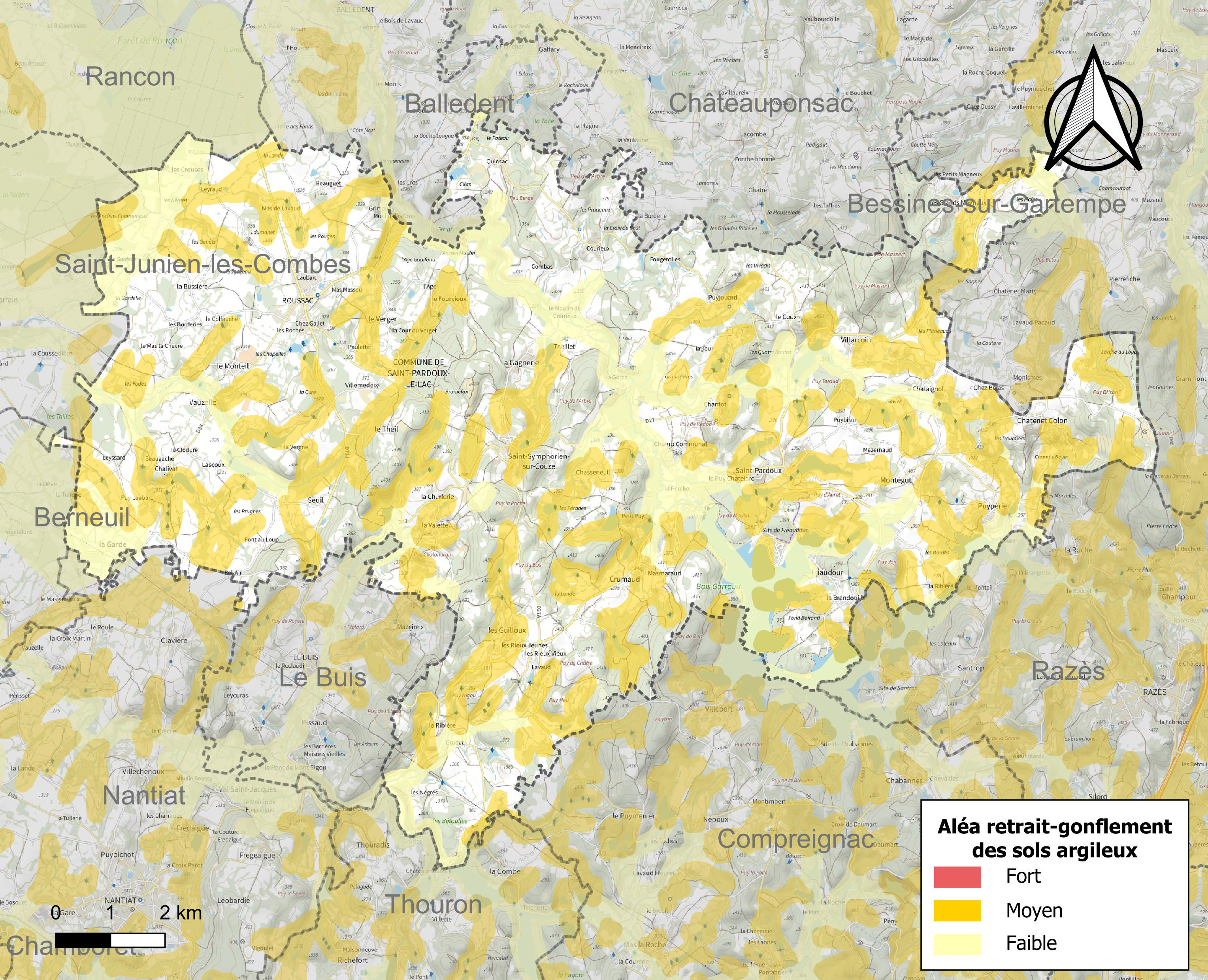
Carte des zones d'aléa retrait-gonflement des sols argileux de Saint-Pardoux-le-Lac.

Le retrait-gonflement des sols argileux est susceptible d'engendrer des dommages importants aux bâtiments en cas d’alternance de périodes de sécheresse et de pluie. 32,8 % de la superficie communale est en aléa moyen ou fort (27 % au niveau départemental et 48,5 % au niveau national métropolitain). Depuis le 1er octobre 2020, en application de la loi ÉLAN, différentes contraintes s'imposent aux vendeurs, maîtres d'ouvrages ou constructeurs de biens situés dans une zone classée en aléa moyen ou fort,.
La commune a été reconnue en état de catastrophe naturelle au titre des dommages causés par les inondations et coulées de boue survenues en 1982 et 1999 et par des mouvements de terrain en 1999.

#### Risque technologique
La commune est en outre située en aval du barrage de Saint-Pardoux, un ouvrage de classe A présentant une hauteur d’eau maximale de 56,7 m et une capacité totale de retenue de 57,8 millions de m3. Le PPI a été approuvé le 3 décembre 2008. À ce titre elle est susceptible d’être touchée par l’onde de submersion consécutive à la rupture de cet ouvrage.

#### Risque particulier
Dans plusieurs parties du territoire national, le radon, accumulé dans certains logements ou autres locaux, peut constituer une source significative d’exposition de la population aux rayonnements ionisants. Selon la classification de 2018, la commune de Saint-Pardoux-le-Lac est classée en zone 3, à savoir zone à potentiel radon significatif.

## Toponymie
Le nom de la commune de Saint-Pardoux-Le-Lac est formé d'une part sur une référence à Pardoux ou Pardulfe, moine ermite né au VIIe siècle et d'autre part du nom du lac éponyme.
Cette toponymie a été choisie par les conseils municipaux des trois communes fondatrices. Elle a été préférée à la proposition Saint-Pardoux-Val-de-Couze, en référence à la rivière Couze, affluent de la Gartempe qui arrose ces mêmes communes.

## Histoire
Elle est créée par l'arrêté préfectoral du 23 novembre 2018, avec effet au 1er janvier 2019.
Le chef-lieu est situé à Roussac.
À la suite du décret du 5 mars 2020, la commune nouvelle est entièrement rattachée au canton de Bellac.

## Politique et administration

### Liste des maires
| Période      | Période  | Identité               | Étiquette | Qualité         |
| ------------ | -------- | ---------------------- | --------- | --------------- |
| janvier 2019 | En cours | Vincent Peyresblanques | DVG       | Cadre supérieur |

### Communes déléguées
| Nom                        | Code Insee | Intercommunalité          | Superficie (km2) | Population (dernière pop. légale) | Densité (hab./km2) |
| -------------------------- | ---------- | ------------------------- | ---------------- | --------------------------------- | ------------------ |
| Roussac (siège)            | 87128      | CC Gartempe-Saint-Pardoux | 24,18            | 455 (2016)                        | 19                 |
| Saint-Pardoux              | 87173      | CC Gartempe-Saint-Pardoux | 23,23            | 614 (2016)                        | 26                 |
| Saint-Symphorien-sur-Couze | 87184      | CC Gartempe-Saint-Pardoux | 19,99            | 251 (2016)                        | 13                 |

## Population et société

### Démographie
L'évolution du nombre d'habitants est connue à travers les recensements de la population effectués dans la commune depuis sa création.

En 2022, la commune comptait 1 364 habitants, en évolution de +3,33 % par rapport à 2016 (Haute-Vienne : −0,68 %, France hors Mayotte : +2,11 %).
| 2016  | 2021  | 2022  |
| ----- | ----- | ----- |
| 1 320 | 1 347 | 1 364 |

### Enseignement
Saint-Pardoux-le-Lac a une école maternelle et primaire à Saint-Pardoux, une école primaire à Saint-Symphorien-sur-Couze. Les deux écoles sont en RPI. Il y a également une école à Roussac qui est en RPI avec Rançon.

## Culture locale et patrimoine

### Lieux et monuments
- Église Saint-Pardoux de Saint-Pardoux. L'édifice a été inscrit au titre des monuments historique en 1977[25].